# Fed Cup 2012 Zona Asia/Oceania
La Zona Asia/Oceania (Asia/Oceania Zone) è una delle 3 divisioni zonali nell'ambito della Fed Cup 2012. Essa è a sua volta suddivisa in due gruppi (Gruppo I, Gruppo II) formati rispettivamente da 7 e 10 squadre, inserite in tali gruppi in base ai risultati ottenuti l'anno precedente.

## Gruppo I
- Sede: Shenzhen Luohu Tennis Center, Shenzhen, Cina (cemento outdoor)
- Periodo: 1º-4 febbraio
- Formula: due gironi (Pool) da tre e quattro squadre ciascuno, in cui ogni squadra affronta le altre incluse nel proprio Pool. Successivamente la prima in classifica del Pool A affronta la prima del Pool B per l'ammissione agli spareggi del Gruppo Mondiale II. L'ultima di ciascun Pool si affrontano in una finale parallela per evitare la retrocessione al Gruppo II della Zona Americana.

|   | Pool A (Dettagli)   | Cina (bandiera) | Taipei cinese (bandiera) | Uzbekistan (bandiera) |
| 1 | Cina (2-0)          |                 | 3-0                      | 3-0                   |
| 2 | Taipei cinese (1-1) | 0-3             |                          | 3-0                   |
| 3 | Uzbekistan (0-2)    | 0-3             | 0-3                      |                       |

|   | Pool B (Dettagli)   | Kazakistan (bandiera) | Thailandia (bandiera) | Corea del Sud (bandiera) | Indonesia (bandiera) |
| 1 | Kazakistan (3-0)    |                       | 2-1                   | 3-0                      | 3-0                  |
| 2 | Thailandia (2-1)    | 1-2                   |                       | 3-0                      | 3-0                  |
| 3 | Corea del Sud (1-2) | 0-3                   | 0-3                   |                          | 2-1                  |
| 4 | Indonesia (0-3)     | 0-3                   | 0-3                   | 1-2                      |                      |

## Spareggio promozione

### Cina vs. Kazakistan
| Cina 2 | Shenzhen Luohu Tennis Center, Shenzhen, Cina 4 febbraio 2012 cemento indoor | Shenzhen Luohu Tennis Center, Shenzhen, Cina 4 febbraio 2012 cemento indoor | Kazakistan 0 |     |     |             |
| \| \| \| \| 1 \| 2 \| 3 \| \| \| - \| \| -------------------------------------------------------------- \| --- \| --- \| --- \| ----------- \| \| 1 \| \| Peng Shuai Yaroslava Shvedova \| 6 3 \| 3 6 \| 6 1 \| \| \| 2 \| \| Li Na Galina Voskoboeva \| 6 1 \| 3 6 \| 6 1 \| \| \| 3 \| \| Shuai Zhang / Jie Zheng Sesil Karatančeva / Yaroslava Shvedova \| \| \| \| non giocato \| |                                                                             |                                                                             |              |     |     |             |
| |                                                                             |                                                                             | 1            | 2   | 3   |             |
| 1 | Cina (bandiera) · Kazakistan (bandiera)                                     | Peng Shuai Yaroslava Shvedova                                               | 6 3          | 3 6 | 6 1 |             |
| 2 | Cina (bandiera) · Kazakistan (bandiera)                                     | Li Na Galina Voskoboeva                                                     | 6 1          | 3 6 | 6 1 |             |
| 3 | Cina (bandiera) · Kazakistan (bandiera)                                     | Shuai Zhang / Jie Zheng Sesil Karatančeva / Yaroslava Shvedova              |              |     |     | non giocato |

- Cina ammessa agli spareggi del gruppo mondiale II.

## Spareggio 3º/4º posto

### Taipei vs. Thailandia
| Taipei cinese 2 | Shenzhen Luohu Tennis Center, Shenzhen, Cina 4 febbraio 2012 cemento indoor | Shenzhen Luohu Tennis Center, Shenzhen, Cina 4 febbraio 2012 cemento indoor   | Thailandia 1 |     |     |  |
| \| \| \| \| 1 \| 2 \| 3 \| \| \| - \| \| ----------------------------------------------------------------------------- \| --- \| --- \| --- \| \| \| 1 \| \| Hsieh Su-wei Varatchaya Wongteanchai \| 7 5 \| 6 3 \| \| \| \| 2 \| \| Kai-Chen Chang Tamarine Tanasugarn \| 6 3 \| 6 4 \| \| \| \| 3 \| \| Yung-Jan Chan / Chia-Jung Chuang Noppawan Lertcheewakarn / Nungnadda Wannasuk \| 6 3 \| 6 7 \| 5 7 \| \| |                                                                             |                                                                               |              |     |     |  |
| |                                                                             |                                                                               | 1            | 2   | 3   |  |
| 1 | Taipei cinese (bandiera) · Thailandia (bandiera)                            | Hsieh Su-wei Varatchaya Wongteanchai                                          | 7 5          | 6 3 |     |  |
| 2 | Taipei cinese (bandiera) · Thailandia (bandiera)                            | Kai-Chen Chang Tamarine Tanasugarn                                            | 6 3          | 6 4 |     |  |
| 3 | Taipei cinese (bandiera) · Thailandia (bandiera)                            | Yung-Jan Chan / Chia-Jung Chuang Noppawan Lertcheewakarn / Nungnadda Wannasuk | 6 3          | 6 7 | 5 7 |  |

## Spareggio retrocessione

### Uzbekistan vs. Indonesia
| Uzbekistan 3 | Shenzhen Luohu Tennis Center, Shenzhen, Cina 4 febbraio 2012 cemento indoor | Shenzhen Luohu Tennis Center, Shenzhen, Cina 4 febbraio 2012 cemento indoor | Indonesia 0 |     |     |  |
| \| \| \| \| 1 \| 2 \| 3 \| \| \| - \| \| --------------------------------------------------------------------------- \| --- \| --- \| --- \| \| \| 1 \| \| Nigina Abduraimova Jessy Rompies \| 6 4 \| 5 7 \| 6 4 \| \| \| 2 \| \| Akgul Amanmuradova Ayu-Fani Damayanti \| 6 2 \| 6 1 \| \| \| \| 3 \| \| Nigina Abduraimova / Iroda Tulyaganova Ayu-Fani Damayanti / Lavinia Tananta \| 6 1 \| 6 3 \| \| \| |                                                                             |                                                                             |             |     |     |  |
| |                                                                             |                                                                             | 1           | 2   | 3   |  |
| 1 | Uzbekistan (bandiera) · Indonesia (bandiera)                                | Nigina Abduraimova Jessy Rompies                                            | 6 4         | 5 7 | 6 4 |  |
| 2 | Uzbekistan (bandiera) · Indonesia (bandiera)                                | Akgul Amanmuradova Ayu-Fani Damayanti                                       | 6 2         | 6 1 |     |  |
| 3 | Uzbekistan (bandiera) · Indonesia (bandiera)                                | Nigina Abduraimova / Iroda Tulyaganova Ayu-Fani Damayanti / Lavinia Tananta | 6 1         | 6 3 |     |  |

- Indonesia retrocessa al gruppo II nel 2013.

## Gruppo II
- Sede: Shenzhen Luohu Tennis Center, Shenzhen, Cina (cemento outdoor)
- Periodo: 30 gennaio-4 febbraio
- Formula: due gironi (Pool) da cinque squadre ciascuno, in cui ogni squadra affronta le altre incluse nel proprio Pool. Successivamente la prima in classifica del Pool A affronta la prima del Pool B per la promozione al Gruppo I l'anno successivo.

|   | Pool A (Dettagli)  | Hong Kong (bandiera) | Kirghizistan (bandiera) | Pakistan (bandiera) | Singapore (bandiera) | Sri Lanka (bandiera) |   |                    | Pool B (Dettagli) | India (bandiera) | Filippine (bandiera) | Turkmenistan (bandiera) | Oman (bandiera) | Iran (bandiera) |
| 1 | Hong Kong (4-0)    |                      | 2-1                     | 3-0                 | 3-0                  | 3-0                  | 1 | India (4-0)        |                   | 2-1              | 3-0                  | 3-0                     | 3-0             |                 |
| 2 | Kirghizistan (3-1) | 1-2                  |                         | 3-0                 | 2-1                  | 3-0                  | 2 | Filippine (3-1)    | 1-2               |                  | 2-1                  | 2-1                     | 3-0             |                 |
| 3 | Pakistan (1-3)     | 0-3                  | 0-3                     |                     | 2-1                  | 1-2                  | 3 | Turkmenistan (2-2) | 0-3               | 1-2              |                      | 2-1                     | 3-0             |                 |
| 4 | Singapore (1-3)    | 0-3                  | 1-2                     | 1-2                 |                      | 2-1                  | 4 | Oman (1-3)         | 0-3               | 1-2              | 1-2                  |                         | 2-1             |                 |
| 5 | Sri Lanka (1-3)    | 0-3                  | 0-3                     | 2-1                 | 1-2                  |                      | 5 | Iran (0-4)         | 0-3               | 0-3              | 0-3                  | 1-2                     |                 |                 |

### Playoff promozione
| Hong Kong 1 | Shenzhen Luohu Tennis Center, Shenzhen, Cina 4 febbraio 2012 cemento indoor | Shenzhen Luohu Tennis Center, Shenzhen, Cina 4 febbraio 2012 cemento indoor | India 2 |     |     |  |
| \| \| \| \| 1 \| 2 \| 3 \| \| \| - \| \| ------------------------------------------------------------ \| ---- \| --- \| --- \| \| \| 1 \| \| Wing-Yau Venise Chan Rutuja Bhosale \| 6 4 \| 6 1 \| \| \| \| 2 \| \| Ling Zhang Sania Mirza \| 7 5 \| 0 6 \| 1 6 \| \| \| 3 \| \| Wing-Yau Venise Chan / Ling Zhang Isha Lakhani / Sania Mirza \| 7 67 \| 1 6 \| 5 7 \| \| |                                                                             |                                                                             |         |     |     |  |
| |                                                                             |                                                                             | 1       | 2   | 3   |  |
| 1 | Hong Kong (bandiera) · India (bandiera)                                     | Wing-Yau Venise Chan Rutuja Bhosale                                         | 6 4     | 6 1 |     |  |
| 2 | Hong Kong (bandiera) · India (bandiera)                                     | Ling Zhang Sania Mirza                                                      | 7 5     | 0 6 | 1 6 |  |
| 3 | Hong Kong (bandiera) · India (bandiera)                                     | Wing-Yau Venise Chan / Ling Zhang Isha Lakhani / Sania Mirza                | 7 67    | 1 6 | 5 7 |  |

- India promossa nel gruppo I nel 2013.

### 3º-4º posto
| Kirghizistan 1 | Shenzhen Luohu Tennis Center, Shenzhen, Cina 4 febbraio 2012 cemento indoor | Shenzhen Luohu Tennis Center, Shenzhen, Cina 4 febbraio 2012 cemento indoor            | Filippine 2 |     |   |  |
| \| \| \| \| 1 \| 2 \| 3 \| \| \| - \| \| -------------------------------------------------------------------------------------- \| --- \| --- \| - \| \| \| 1 \| \| Inna Volkovich Maika Jae Tanpoco \| 4 6 \| 3 6 \| \| \| \| 2 \| \| Bermet Duvanaeva Tamitha Nguyen \| 6 4 \| 6 3 \| \| \| \| 3 \| \| Zhamilia Duisheeva / Emilia Tenizbaeva Marian Jade Capadocia / Anna Clarice Patrimonio \| 1 6 \| 1 6 \| \| \| |                                                                             |                                                                                        |             |     |   |  |
| |                                                                             |                                                                                        | 1           | 2   | 3 |  |
| 1 | Kirghizistan (bandiera) · Filippine (bandiera)                              | Inna Volkovich Maika Jae Tanpoco                                                       | 4 6         | 3 6 |   |  |
| 2 | Kirghizistan (bandiera) · Filippine (bandiera)                              | Bermet Duvanaeva Tamitha Nguyen                                                        | 6 4         | 6 3 |   |  |
| 3 | Kirghizistan (bandiera) · Filippine (bandiera)                              | Zhamilia Duisheeva / Emilia Tenizbaeva Marian Jade Capadocia / Anna Clarice Patrimonio | 1 6         | 1 6 |   |  |

### 5º-6º posto
| Singapore 0 | Shenzhen Luohu Tennis Center, Shenzhen, Cina 4 febbraio 2012 cemento indoor | Shenzhen Luohu Tennis Center, Shenzhen, Cina 4 febbraio 2012 cemento indoor | Turkmenistan 3 |     |   |  |
| \| \| \| \| 1 \| 2 \| 3 \| \| \| - \| \| ------------------------------------------------------------------------ \| --- \| --- \| - \| \| \| 1 \| \| Hannah En Xin Chew Jenneta Halliyeva \| 3 6 \| 3 6 \| \| \| \| 2 \| \| Geraldine Ang Anastasiýa Prenko \| 1 6 \| 1 6 \| \| \| \| 3 \| \| Ee Yi Olivia Koh / Rehmat Johal Ummarahmat Hummetova / Anastasiýa Prenko \| 3 6 \| 1 6 \| \| \| |                                                                             |                                                                             |                |     |   |  |
| |                                                                             |                                                                             | 1              | 2   | 3 |  |
| 1 | Singapore (bandiera) · Turkmenistan (bandiera)                              | Hannah En Xin Chew Jenneta Halliyeva                                        | 3 6            | 3 6 |   |  |
| 2 | Singapore (bandiera) · Turkmenistan (bandiera)                              | Geraldine Ang Anastasiýa Prenko                                             | 1 6            | 1 6 |   |  |
| 3 | Singapore (bandiera) · Turkmenistan (bandiera)                              | Ee Yi Olivia Koh / Rehmat Johal Ummarahmat Hummetova / Anastasiýa Prenko    | 3 6            | 1 6 |   |  |

### 7º-8º posto
| Pakistan 1 | Shenzhen Luohu Tennis Center, Shenzhen, Cina 4 febbraio 2012 cemento indoor | Shenzhen Luohu Tennis Center, Shenzhen, Cina 4 febbraio 2012 cemento indoor | Oman 2 |      |   |  |
| \| \| \| \| 1 \| 2 \| 3 \| \| \| - \| \| --------------------------------------------------------------- \| --- \| ---- \| - \| \| \| 1 \| \| Ushna Suhail Sarah Al Balushi \| 6 0 \| 6 0 \| \| \| \| 2 \| \| Saba Aziz Fatma Al-Nabhani \| 0 6 \| 2 6 \| \| \| \| 3 \| \| Sara Mansoor / Ushna Suhail Sarah Al Balushi / Fatma Al-Nabhani \| 2 6 \| 67 7 \| \| \| |                                                                             |                                                                             |        |      |   |  |
| |                                                                             |                                                                             | 1      | 2    | 3 |  |
| 1 | Pakistan (bandiera) · Oman (bandiera)                                       | Ushna Suhail Sarah Al Balushi                                               | 6 0    | 6 0  |   |  |
| 2 | Pakistan (bandiera) · Oman (bandiera)                                       | Saba Aziz Fatma Al-Nabhani                                                  | 0 6    | 2 6  |   |  |
| 3 | Pakistan (bandiera) · Oman (bandiera)                                       | Sara Mansoor / Ushna Suhail Sarah Al Balushi / Fatma Al-Nabhani             | 2 6    | 67 7 |   |  |

### 9º-10º posto
| Sri Lanka 3 | Shenzhen Luohu Tennis Center, Shenzhen, Cina 4 febbraio 2012 cemento indoor | Shenzhen Luohu Tennis Center, Shenzhen, Cina 4 febbraio 2012 cemento indoor | Iran 0 |     |   |        |
| \| \| \| \| 1 \| 2 \| 3 \| \| \| - \| \| ------------------------------------------------------------------------ \| --- \| --- \| - \| ------ \| \| 1 \| \| Nilushi Fernando Madona Najarian \| 6 1 \| 6 3 \| \| \| \| 2 \| \| Thisuri Molligoda Ghazaleh Torkaman \| 6 1 \| 6 4 \| \| \| \| 3 \| \| Nilushi Fernando / Thisuri Molligoda Madona Najarian / Ghazaleh Torkaman \| 2 1 \| \| \| ritiro \| |                                                                             |                                                                             |        |     |   |        |
| |                                                                             |                                                                             | 1      | 2   | 3 |        |
| 1 | Sri Lanka (bandiera) · Iran (bandiera)                                      | Nilushi Fernando Madona Najarian                                            | 6 1    | 6 3 |   |        |
| 2 | Sri Lanka (bandiera) · Iran (bandiera)                                      | Thisuri Molligoda Ghazaleh Torkaman                                         | 6 1    | 6 4 |   |        |
| 3 | Sri Lanka (bandiera) · Iran (bandiera)                                      | Nilushi Fernando / Thisuri Molligoda Madona Najarian / Ghazaleh Torkaman    | 2 1    |     |   | ritiro |